# أندرو ماكي
أندرو ماكي (بالإنجليزية: Andrew McKee)‏ هو مهندس وضابط أمريكي، ولد في 17 فبراير 1896 في لورنس في الولايات المتحدة، وتوفي في 24 يناير 1976 في نيويورك في الولايات المتحدة.